# Raphaël Hadas-Lebel
Raphaël Hadas-Lebel, né à Tlemcen le 24 avril 1940, est un conseiller d'État français, ancien dirigeant de sociétés (secrétaire général d'Elf Aquitaine, directeur général de France 2) et ancien président du Conseil d'orientation des retraites.

## Biographie

### Jeunesse et études
Né dans d'une famille juive d'Afrique du Nord, il est licencié en lettres, diplômé de l'Institut d'études politiques de Paris et de l'ENA (major de la promotion Marcel Proust). Il est également passé par l'École nationale des langues orientales vivantes et la Harvard Business School.
Raphaël Hadas-Lebel est l'époux de l'historienne Mireille Hadas-Lebel. Ils ont cinq enfants, dont Anne, épouse Miller, haut fonctionnaire.

### Parcours professionnel
En 1967, il débute au Conseil d'État. En 1972, il devient conseiller technique au cabinet du Premier ministre Pierre Messmer, il restera en poste avec ses successeurs Jacques Chirac (1974-1976) et Raymond Barre (1976-1981). En 1984, il est nommé chargé de mission puis rapidement secrétaire général du groupe pétrolier Elf Aquitaine, poste qu'il occupera pendant 10 ans. Il devient parallèlement entre 1991 et 1994, président de la commission juridique du CNPF et est promu conseiller d'État en 1987. En 1994, il devient directeur général de la chaîne publique France 2 (sous la présidence de Jean-Pierre Elkabbach). En 1996, il réintègre le Conseil d'État et devient également conseiller du président du Conseil économique et social. En 2003, il est nommé président de la section sociale du Conseil d'État. 
Raphaël Hadas-Lebel est également actif dans le domaine culturel, président du conseil d'administration du Conservatoire national supérieur de musique et de danse de Paris et en 2001, président de la Commission du soutien financier sélectif à la distribution d’œuvres cinématographiques.
Il est également adjoint au maire de Bois-le-Roi (Seine-et-Marne) (1977-1989).
Il est chroniqueur au magazine L'Express (1986-1994). Il est vice-président de l'Institut Aspen France.
Il est l'auteur de plusieurs rapports dont l'un sur le développement de la TNT et un autre en mai 2006 sur demande du Premier ministre Dominique de Villepin, sur la représentativité et le financement des organisations professionnelles et syndicales.
Il est président du Conseil d'orientation des retraites entre 2006 et 2015.

### Parcours professoral
Il enseigne à l'Institut d'études politiques de Paris à partir de 1969.

## Décorations
- Grand officier de la Légion d'honneur[6]

## Rapports
- La télévision numérique de terre : Propositions pour une stratégie de développement[7]
- Pour un dialogue social efficace et légitime : représentativité et financement des organisations professionnelles et syndicales - Rapport au Premier ministre, mai 2006